# Filip Skrbenský z Hříště
Filip Skrbenský z Hříště, německy Philipp Skrbensky von Hříště (5. března 1830 Opava – 21. března 1908 Vídeň), byl moravský šlechtic z rodu Skrbenských z Hříště a politik, v 2. polovině 19. století poslanec Říšské rady a Moravského zemského sněmu; otec pražského a olomouckého arcibiskupa Lva Skrbenského z Hříště.

## Biografie
Pocházel z rodu Skrbenských z Hříště. Jeho manželkou byla (od 19. března 1860) baronka Leonie Czeike z Badenfeldu. Měli pět dětí. Syn Lev Skrbenský z Hříště se stal arcibiskupem pražským, později arcibiskupem olomouckým.
V 70. letech se Filip zapojil do politiky. V druhých zemských volbách roku 1871 byl zvolen na Moravský zemský sněm za kurii velkostatkářskou, I. sbor. Rezignoval roku 1876. Byl i poslancem Říšské rady (celostátního parlamentu), kam usedl v prvních přímých volbách roku 1873 za kurii velkostatkářskou na Moravě. Rezignace na mandát byla oznámena dopisem 19. března 1877. Uváděl se tehdy jako c. k. komoří a statkář, bytem Dřevohostice. Zastupoval Stranu ústavověrného velkostatku, která byla provídeňsky a centralisticky orientována.
Zemřel v březnu 1908 a pochován byl na ústředním hřbitově ve Vídni.